# Sbory dobrovolných hasičů v Pardubickém kraji
Jednotku sboru dobrovolných hasičů obce je podle § 68 zákona č. 135/1985 Sb., o požární ochraně,
povinna zřídit každá obec. Mnohé obce jich zřizují více. Své sbory dobrovolných hasičů zřizují též některé průmyslové, dopravní a jiné firmy.
Většina sborů má ve svém názvu buď celá slova Sbor dobrovolných hasičů nebo jen zkratku SDH, některé sbory však mají názvy tvořené jinak.
Sbory dobrovolných hasičů v Česku zastřešuje Sdružení hasičů Čech, Moravy a Slezska (SH ČMS),
sbory v Čechách zastřešuje Česká hasičská jednota.
Sbory jsou označeny šesticiferným evidenčním číslem (první trojčíslí odpovídá okresu) a podle své velikosti, významu a vybavení se člení do kategorií:
největší sbory bývají v kategorii II, jiné významnější sbory v kategorii III, malé sbory v kategorii V a podnikové v kategorii VI.

## Seznam
Tento seznam obsahuje zatím především sbory uvedené v adresáři SH ČMS. Ve skutečnosti každá obec zřizuje nejméně jeden sbor.

### Okres Chrudim
- SDH Hrochův Týnec
- SDH Chrast
- SDH Hlinsko
- SDH Hošťalovice
- SDH Kladno
- SDH Krouna
- SDH Štěpánov (Skuteč)
- SDH Chotěnice
- SDH Liboměřice
- SDH Rosice
- SDH Žďárec u Seče
- a další

### Okres Pardubice
- SDH Hostovice
- SDH Srch
- SDH Voleč
- SDH Živanice
- SDH Čeperka
- SDH Ostřetín
- SDH Ohrazenice
- SDH Opočínek
- a další

### Okres Svitavy
- SDH Hartmanice
- SDH Jevíčko
- SDH Kamenec
- SDH Osík u Litomyšle
- SDH Pěčíkov
- SDH Polička
- SDH Vendolí
- SDH Vranová Lhota
- SDH Nedvězí
- a další

### Okres Ústí nad Orlicí
- SDH Lanškroun
- SDH Choceň
- SDH Čenkovice
- SDH Česká Třebová
- SDH Dlouhá Třebová
- SDH Dolní Čermná
- SDH Dolní Dobrouč
- SDH Hnátnice
- SDH Horní Čermná
- SDH Hylváty
- SDH Letohrad - Kunčice
- SDH Dolní Třešňovec
- SDH Horní Třešňovec
- SDH Mladkov
- SDH Lichkov
- SDH Vysoké Mýto I.
- SDH Žamberk
- SDH Červená Voda
- SDH Dolní Orlice
- SDH Moravský Karlov
- SDH Mlýnický Dvůr
- SDH Rudoltice
- SDH Zálší
- SDH Nekoř
- SDH Stradouň
- SDH Sopotnice
- a další